# Famille Rossi
Pour les articles homonymes, voir Rossi.
La famille Rossi est une famille noble italienne dont la présence en Émilie, dans l'actuelle province de Parme, est attestée dès 1323 et dont l'histoire est retracée au travers d'archives disponibles dans diverses localités dont Parme et San Secondo.

## Histoire

### Origines

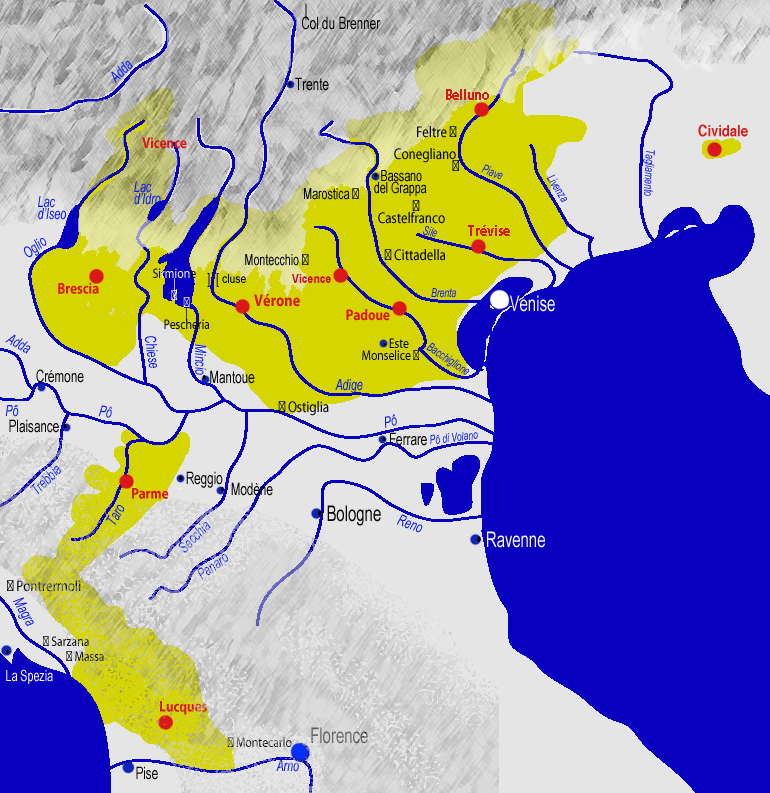
Possessions des Scaliger en 1336.

Dès le XIVe siècle, la famille Rossi commence à s'implanter solidement dans une zone qui comprend Berceto et Terenzo aux pieds des Apennins parmesans et qui font partie du patrimoine épiscopal. L’ascension de la famille débute par la nomination comme évêque de Parme d'Ugolino Rossi, fils de Guglielmo, en 1324, à l'âge de 23 ans. Il reste en place jusqu'à sa mort en 1377 bénéficiant de la mense, les revenus des territoires : Berceto, Bardone, Corniglio, Bosco, Roccaprebalza, Roccaferrara, Corniana et Castrignano, qui, le siècle suivant vont devenir les places fortes des Rossi.
L'attribution d'une telle charge permet à la famille de s'établir durablement dans ses possessions dont elle tire ses revenus. Ugolino a trois frères, Rolando, Marsilio et Pietro qui sont faits comtes de Berceto, le 5 mars 1331, par Jean Ier de Bohême. Celui-ci est venu conquérir le nord de le péninsule italienne pour le parti guelfe et occupe notamment une grande partie de l'Émilie dont Parme, Reggio et Modène. Selon l'historien Marco Gentile, le titre de comte de Berceto serait le seul titre connu des Rossi malgré leurs nombreuses acquisitions. En 1336, la possession du fief par les Rossi est interrompue par la conquête de la puissante maison des Scaliger, membre du parti gibelin, et, durant les années 1350 à 1360, leur emprise sur Berceto est incertaine.
L'expansion territoriale se fait de manière progressive par des achats ou des mariages et par un réseau d'influence. En 1343, les Rossi achètent à la famille di Palmia, le château qui porte le même nom et qui se situe à proximité de Terenzo.

### Période viscontienne
- Louis IV du Saint-Empire de 1329 à 1331
- Jean Ier de Bohême de 1331 à 1333
- Mastino della Scala de 1335 à 1341
- Azzo di Correggio de 1341 à 1344
- Obizzo III d'Este de 1344 à 1346
- Luchino Visconti 1346 à 1349
- Jean Visconti de 1349 à 1354
- Mathieu II Visconti de 1354 à 1355[9]
- Barnabé Visconti de 1355 à 1364[9]
- Marco Visconti, co-seigneur de 1364 à 1382[9]
- Rodolfo Visconti (it), co-seigneur de 1364[9]
- Carlo Visconti de Parme (it), co-seigneur de 1364[9]
- Ludovico Visconti (it) de 1385 à 1404(?)[9]
- Jean Galéas Visconti de 1385 à 1402
- Jean Marie Visconti de 1402 à 1404
- Ottobon Terzi de 1404 à 1409[10]
- Nicolas III d'Este de 1409 à 1418
- Philippe Marie Visconti de 1418 à 1447

En 1346, un bouleversement politique majeur va s'opérer, Luchino Visconti achète Parme pour 60 000 florins d'or au marquis de Ferrare, Obizzo III d'Este, qui détient lui-même Parme d'Azzo di Correggio depuis deux ans. La présence viscontienne dure de 1346 à 1447 interrompue uniquement par Ottobon Terzi de 1404 à 1409. En 1346, le château de Felino est cédé à Ugolino Rossi, fils de Giacomo, et à Giacomo dai Ruggeri. En deux générations, par des mariages entre les deux familles, le château, la juridiction, les vassaux passent définitivement aux mains des Rossi. Ces vieilles familles, di Palmia, Ruggeri et Cornazzano de qui les Rossi achètent, en 1356, le château de Sant'Andrea entrent en partie à leur service, on les retrouve podestats, châtelains ou au conseil des cités. Parme n'échappe pas à l'influence des Rossi en raison du flux de population des territoires vers la ville qu'accentue la pandémie de peste noire de 1348 qui touche Parme provoquant une crise démographique. Ils comprennent aussi que leur influence doit s'accompagner de soutiens réciproques et de faveurs. Il en est ainsi pour certains proches, tels qu'Antonio Carissimi, comptable général du duché, Leonardo Cassinari, chancelier secret, qui font carrière à Milan ou auprès du duché viscontien .
En 1355, à la suite d'un procès de Giacomo Rossi, fils de Rolando, et Agnese, veuve de Rolando, à l'encontre de l'évêque Ugolino pour le non remboursement d'un prêt, les plaignants obtiennent sur la mense épiscopale, Corniglio, Roccaprebalza, Roccaferrara et Corniana. Puis en 1365, le chapitre de la cathédrale de Parme vend à Giacomo Rossi les droits que les chanoines détiennent sur le château et les terres de San Secondo, suivi en 1376 du château de Castrignano (actuellement frazione de Langhirano) qui est inféodé par l’évêque à son petit-neveu Rolando Rossi, fils de Giacomo.
Les Rossi profitent des difficultés financières de certaines familles ainsi, en 1375, Rolando Rossi acquiert des Da Borgo leurs biens et leurs vassaux sur la rive droite du Pô, à Crémone et dans le diocèse de Crémone, à Rezinoldo, futur emplacement du château de Roccabianca (actuellement dans la province de Parme). Les terres comprennent Tolarolo, Polsine Manfredi, Fossa, Stagno et Motta Baluffi. L'année suivante, la rivalité avec la famille Pallavicino débute avec l'achat par ceux-ci, auprès d'un autre Da Borgo, de terres dans la même zone géographique, rivalité qui donne lieu, pendant plus d'un siècle, à des litiges, procès et combats armés. Au XVe siècle, la rivalité va tourner à l'avantage des Pallavicino en raison du soutien de Ludovic Sforza.
L'appropriation de ces territoires permet aux Rossi d'entrer dans le cercle fermé des squadre, ces grandes familles seigneuriales qui interagissent sur la cité, Parme. Ce terme est propre à l'Émilie occidentale, les autres régions employant plutôt le terme de factions. Ces familles sont les Sanvitale, les Correggio et les Pallavicino qui se partagent les sièges des conseils et des offices de la commune. Ces présences garantissent l'influence sur la vie politique de la ville. Dès 1380, les partisans des Rossi réclament que leur nombre aux conseils soit réévalué pour prendre en compte leur importance tandis que les autres familles réclament et obtiennent une représentation égale conduisant, en 1388, au refus des huit partisans des Rossi d'assumer leurs charges. Cette revendication devient une demande récurrente pendant tout le reste du XIVe siècle.
Alors que les cousins Rolando et Bertrando assument, sans discussion, la direction de la famille après la mort de l'évêque Ugolino en 1377, en 1385, Jean Galéas Visconti accroit sa mainmise sur ce qui devient le duché de Milan en faisant assassiner son oncle Barnabé. Les relations des Rossi et des autres familles seigneuriales avec le pouvoir s'améliorent après les tensions sous le règne de Barnabé et de ses fils, devenus coseigneurs de Parme, en 1364. Les Rossi conservent leurs possessions, Felino semblerait être alors la propriété de Bertrando tandis que San Secondo serait celle de Rolando tandis que les biens issus de la mense épiscopale restent indivisibles.
Même si Rolando devient, en 1386, podestat de Pavie, c'est Bertrando qui est le plus proche de la cour viscontienne, il devient conseiller de Jean Galéas ainsi que son exécuteur testamentaire et remplit d'importantes missions diplomatiques auprès de la cour de France. C'est de cette période que datent des missels-livres d'heures, réalisés à Pavie ou Milan. Le premier comprend 72 miniatures. Dans le second, Bertrando serait représenté en prière aux pieds de la Vierge. Les ouvrages auraient pu servir lors des nombreuses missions du seigneur. Les missels se trouvent actuellement à la  Bibliothèque nationale de France grâce à la donation Smith-Lesouef, en 1913. Bertrando renoue ainsi avec la réalisation d'ouvrages débutée par son parent Ugolino dont on en connait deux : le Pontificale destiné à l'office épiscopal et le Messale qui sert de nécrologie et où est enregistrée la naissance de Pietro Maria.
Le fils ainé de Bertrando, Giacomo, épouse la carrière ecclésiastique, Jean Galéas le faisant élire évêque de Vérone en 1388. En 1389, Rolando meurt sans descendance mâle et est enterré dans l'église des Franciscains à Parme, tous ses biens et droits reviennent à Bertrando ce qui renforce sa position et celle de ses descendants. Bertrando, qui meurt en 1397, a deux autres fils, Giovanni et Pietro ainsi qu'un fils naturel Leonardo qui en 1406 se serait rebellé contre ses demi-frères afin de prendre possession de San Secondo. De Giovanni qui meurt aussi sans descendance légitime, vers 1402, il y a peu d'informations : en 1397, en compagnie de son frère Pietro, il occupe le château de Scipione, à Salsomaggiore Terme, revendiqué par les Rossi en vertu d'un testament en leur faveur mais qui n'aboutit pas. Les biens se concentrent donc sur Pietro qui n'a, à son tour qu'un fils légitime, Pietro Maria.

### Tentatives d'émancipation
En 1402, avec la mort de Jean Galéas, victime de la peste, qui laisse le duché aux mains de son fils Jean Marie Visconti à peine âgé de treize ans, les Rossi comme d'autres factions rivales tentent leur chance. Ils visent deux objectifs pour lesquels ils engagent toutes leurs ressources politiques, militaires et financières, Parme et l'extension vers la Lunigiana et la ville de Pontremoli qui avait été, au début du XIVe siècle, une possession des Rossi. Ils rejoignent alors le camp des guelfes et bénéficient de l'aide financière de Florence pour la prise de Parme, soutien suspendu après la victoire remporté par Ottobon Terzi. Cependant en 1404, Pietro et Ottobon s'allient pour conserver la ville au détriment de Jean Marie Visconti tandis que Giovanni répond aux appels des guelfes des Apennins. Le premier plan réussit mais, peu de temps après, Ottobon chasse Pietro, il s'ensuit une lutte qui met à feu et à sang la région de Parme pendant plusieurs années. Les Rossi prennent Berceto et ses environs au détriment des Sanvitale. Ils entrent alors en conflit avec les Fieschi, gibelins, particulièrement pour le contrôle d'une importante voie de communication, le Pas de la Cisa.
Pour obtenir la moitié de Pontremoli, les Rossi jurent fidélité au roi de France, Charles VI, qui est alors seigneur de Gênes afin d'obtenir son soutien. C'est au cours de cette période que Giacomo, évêque de Vérone, quitte la ville qui est envahie par les Vénitiens afin d'occuper la charge du diocèse de Luni (Dioecesis Lunensis). Cependant les évènements tournent au désavantage des Rossi, échouant dans leur stratégie, Giacomo et Pietro vendent leur moitié de Pontremoli aux Fieschi qui se sont alliés à Ottobon Terzi. Le résultat de la guerre est désastreux, ils abandonnent plusieurs châteaux aux Terzi et, en 1408, ils perdent le château de Grodola, situé au-delà du Pas de la Cisa. Pietro est même fait prisonnier par Luca Fieschi et doit verser  10 000 florins pour être libéré.
Ces graves échecs n'ébranlent pas la volonté des Rossi. Dès 1406, Pietro nomme un procurateur chargé de négocier un traité de paix et d'alliance avec Jean Marie et Philippe Marie Visconti. En 1408, les Rossi entrent dans la ligue de Nicolas III d'Este qui s'oppose à Ottobon et ils présentent au marquis de Ferrare leurs doléances en un ouvrage de 24 chapitres. Ils revendiquent la restitution de leurs droits et biens ainsi que celle des châteaux. Ils demandent de nouveaux biens, le dédommagement des méfaits et de l'occupation des Terzi tout en refusant de se reconnaitre sujets du futur maitre de Parme et de sa région. L'année suivante, ils sondent les Vénitiens pour leur offrir leurs services contre les Freschi qui soutiennent Jean II Le Meingre, alors gouverneur de Gênes pour le compte de Charles VI de France.
En 1409, la ligue élimine Ottobon tandis que Nicolas III prend possession de Parme. Les Rossi obtiennent une grande partie de leurs revendications, ils disposent désormais d'une aire géographique d'une certaine cohérence composée de huit villes et autant de châteaux, dont le centre est Felino. Berceto et Felino sont les villes les plus peuplées et disposent d'un marché.
En 1418, Giacomo, qui est archevêque de Naples, meurt sans avoir pu obtenir l'évêché de Parme, ni de Vérone malgré les interventions de ses frères auprès de Nicolas III. Il écarte son fils naturel, Marsilio, et laisse tous ses biens à Pietro et à ses neveux.

## Filiation duXIIIe–XIVesiècle
| Arbre généalogique des Rossi Giacomo ? Guglielmo ? Ugolino ? Marsilio Rolando Agnese di Buonaccorso Ruggeri Bernardo Alessandra Ruggeri Ugolino Évêque de Parme Caracosa di Ugolino Giacomo Bertrando ? Pietro Ugolino Alessia di Buonacccorso Ruggeri Eleonora Caracosa Rolando Bertrando Eleonora di Ugolino Giacomo Giovanni Pietro Giovanna Cavalcabò Leonardo enf. naturel Orsina Visconti Guido Torelli Marsilio enf. naturel Guido Pietro Maria Antonia Torelli |